# Tommaso Fiore
Pour les articles homonymes, voir Fiore.
Œuvres principales
Un popolo di formiche
Tommaso Fiore, né le 7 mars 1884 à Altamura et mort le 4 juin 1973 à Bari en Italie, est un latiniste et écrivain italien. Il a également mené un engagement politique à gauche (socialisme libéral) notamment au niveau local à Altamura dont il fut maire au début des années 1920.

## Biographie
Après des études classiques littéraires, Tommaso Fiore devient professeur dans un lycée. Proche des idées socialistes libérales mais également partisan du fédéralisme du Mezzogiorno, en soutenant la « Question méridionale », il est élu en 1920 maire de sa ville natale d'Altamura et s'oppose de manière forte à la montée du fascisme auprès notamment de Pietro Nenni et Carlo Rosselli. Il est pour cela incarcéré de 1942 à 1943.
Après la guerre, il devient professeur de littérature latine à l'université de Bari, puis écrit des essais et romans, dont Un popolo di formiche qui obtient le prix Viareggio en 1952.

## Œuvre
- Un popolo di formiche, éd. Laterza, 1951 ; rééd. 2001  (ISBN 88-87467-59-5) – prix Viareggio
- Il cafone all'inferno, éditions Einaudi, 1955